# Pío Leiva
Wilfredo Leiva (Pío) Pascual (Morón, 5 mei 1917 - Havana, 23 maart 2006) was een Cubaanse zanger. Hij was een van de meest populaire performers van het son montuno genre en stond bekend als el montunero de Cuba. Leiva schreef het nummer "Francisco Guayabal," dat een hit werd via Benny Moré.
Op zesjarige leeftijd won hij een bongo-wedstrijd en startte later zijn muzikale loopbaan als bongo-speler in Orquesta Siboney. In 1932 maakte hij zijn debuut als zanger. Hij zong in Conjunto Caribe. In de gouden periode van de Cubaanse conjuntos werd Leiva een populaire figuur. Hij zong met de bands van Benny Moré, Bebo Valdez en Noro Moralez en maakte een tijd lang deel uit van Compay Segundo y sus muchachos. In 1953 was hij met Compay Segundo opnamen aan het maken in Havana toen het presidentieel paleis werd aangevallen door revolutionairen. Hij zweert dat het geluid van pistoolschoten te horen is op het album.
Hij zong met Orquesta Aragón, Mariano Mercerón, Conjunto Caney en Riverside. In 1991 deed hij op 74-jarige leeftijd een tournee van vier maanden door West-Afrika, waar hij een trouwe aanhang heeft. In 1999 nam hij deel aan het project Buena Vista Social Club van Ry Cooder en in 2004 aan het Spaanse project 'Cuba le canta a Serrat' met het lied "Me gusta todo de ti."
In 2005 deed hij nog een concerttour in Nederland met de band Musica Cubana, ter gelegenheid van het uitbrengen van de gelijknamige film. Hoewel op respectabele leeftijd, zat hij vol energie en ging hij met enthousiasme de concerten tegemoet. In Groningen kreeg hij de Life Time Achievement Award uitgereikt. Vlak voor aanvang van het 8e concert, op 27 juni, werd hij onwel en werd met een hartinfarct opgenomen in een ziekenhuis in Tilburg.
De film Musica Cubana is een opvolger van de muziekfilm over de Buena Vista Social Club van Wim Wenders. De band Musica Cubana ontstond nadat regisseur German Kral, protegé van Wim Wenders, zich in Havana liet inspireren tot het maken van een film over jonge Cubaanse muzikanten.
In maart 2006 overleed Pío Leiva in Havana op bijna 89-jarige leeftijd aan een hartaanval.

## Discografie
- Buena Vista Social Club
- Soneros De Verdad Present Pio Leiva
- La Salud de Pio Leiva
- Esta Es Mi Rumba
- El Montunero de Cuba